# Diàspora africana

Població africana, inclosa l'afrodescendent, al municipi anglès de Slough segons el cens del 2011.

La diàspora africana és un terme que engloba els africans que han anat a viure o han estat portats arreu del món i els seus descendents. La majoria són a Amèrica, però també hi ha poblacions importants d'origen africà a Europa i a l'Orient Pròxim. Molts dels africans de la diàspora són descendents de persones que foren esclavitzades i portades al continent americà durant el comerç d'esclaus atlàntic. La població més nombrosa d'africans de la diàspora viuen al Brasil (vegeu afrobrasilers. Hi ha més de 900 milions d'africans de la diàspora, que representen el 14% de la població mundial.
El 18 de desembre del 2009 l'Assemblea General de les Nacions Unides va proclamar que l'any 2011 seria l'Any Internacional dels afrodescendents.

## Història
La humanitat es va originar al continent africà. Per això, en part, tots podríem ser africans de la diàspora. Però segons l'acadèmia científica, els humans que no es consideren africans de la diàspora són els descendents dels que van abandonar el continent fa uns 100.000 anys per a colonitzar tot el planeta. Quan les comunitats es van començar a formar com a tals, sobretot a Egipte (Kèmit) i a l'Orient Pròxim, aquestes migracions van ser reduïdes, sobretot perquè la ruta principal per a sortir del continent africà era a través de la península del Sinaí. Amb l'aparició de la civilització i el desenvolupament dels vaixells, els africans negres van viatjar cap a l'Orient Pròxim, Europa i Àsia. Molts d'aquests emigrants es van casar amb les poblacions locals i es van barrejar amb els indígenes. Avui en dia, la recerca genètica, suggereix que l'ADN mitocondrial i els haplotips del cromosoma Y dels europeus i els asiàtics tenen ancestres africans distants. Però aquestes migracions primerenques difícilment es poden associar amb les que tenen a veure amb el comerç d'esclaus atlàntic i amb el comerç d'esclaus àrab. Aquests últims i els seus descendents són els que són considerats com africans de la diàspora.

## Dispersió a través de l'esclavitud
(vegeu també Comerç d'esclaus atlàntic i Comerç d'esclaus àrab)
La majoria dels africans de la diàspora van ser dispersats a través d'Europa, Àsia i Amèrica durant el comerç d'esclaus atlàntic i el comerç d'esclaus àrab. Als principis del segle ix, els esclaus africans eren agafats del nord i de l'est del continent africà i es portaven a l'Orient Pròxim i a Àsia. A partir dels inicis del segle xv, els africans van ser presos de la resta del continent, sobretot l'Africa Occidental a Europa i sobretot a Amèrica. Les vies de comerç d'esclaus atlàntica i àrab es van abandonar al segle xix.
La dispersió a través del comerç d'esclaus representa una de les principals migracions de la història de la humanitat. L'efecte econòmic en el continent africà fou devastador. Algunes comunitats creades per descendents d'esclaus negroafricans a Europa i Àsia han sobreviscut fins avui en dia, però en altres casos, els africans de la diàspora s'han casat amb els autòctons i els seus descendents han acabat barrejant-se amb les poblacions indígenes. Al continent americà, la confluència de múltiples grups racials de tot el món van crear un important efecte de barreja. A Amèrica Central i del Sud, la majoria de la població són descendents d'ancestres europeus, amerindis i africans. Al Brasil, on el 1888 gairebé la meitat de la població eren descendents d'esclaus africans, la variació de les característiques físiques és molt àmplia. Als Estats Units, les racistes lleis Jim Crow i les lleis contra l'interacialitat van mantenir la distinció entre els grups racials. L'adopció de la creença en què hi ha una única arrel va definir la població amb ancestres africans com a africans.

## Dispersió a través de la migració
Des dels inicis de l'imperialisme espanyol a Amèrica, els africans van ser presents com a expedicionaris colonials voluntaris i involuntaris. Juan Garrido fou un conqueridor negre. Atravessà l'Atlàntic com un home lliure el 1510 i va participar en el setge de Tenochtitlan.
La migració dels africans va esdevenir una força primordial de la diàspora moderna. S'estima que la població immigrant recent d'africans als Estats Units és d'unes 600.000 persones. Els principals països dels que procedeixen aquests immigrants són Nigèria, Ghana, Etiòpia, Eritrea, Egipte, Sierra Leone, Somàlia i Sud-àfrica. També hi ha immigrants procedents d'Angola, el Cap Verd, Moçambic, Guinea Equatorial, Kenya i Camerun. La majoria dels immigrants recents viuen a les zones urbanes i suburbanes.
Hi ha poblacions significants d'emigrants africans a molts estats de tot el món com, per exemple, al Regne Unit i França.

## Definicions
La Unió Africana va definir la diàspora africana com un poble amb orígens africans que viuen a fóra del continent, que tenen les seves ciutadanies i nacionalitats i que han de contribuir al desenvolupament del continent i a la construcció de la Unió Africana. Aquesta acta constitutiva declara que s'hauria d'invitar i encoratjar que els africans de la diàspora participessin com una part important del continent en la construcció de la Unió Africana.
Entre el 1500 i el 1900, aproximadament 4 milions d'esclaus negres africans van ser portats a les plantacions a l'oceà Índic i uns 8 milions van ser transportats a les zones del Mediterrani, així com 11 milions van sobreviure al Pas a través de l'Atlàntic vers el Nou Món. Els seus descendents, avui en dia estat per ot el món. Degut a l'assimiliació i als matrimonis amb persones d'altres grups humans, els descendents de la diàspora africana no sempre són evidents.
Alguns dels exemples dels grups humans que són vistos com a "Negres" o que es veuen a ells mateixos com a "negres" a causa de les seves arrels són:
- Els Afroamericans, tant dels Estats Units com de la resta del continent.
- Els afroàrabs, que viuen a l'Orient Pròxim, els ancestres dels quals provenien d'Àfrica i foren portats a aquesta regió a través del comerç d'esclaus àrab.[16]
- Siddis: Habitants amb ascendència africana del subcontinent Indi (Índia i Pakistan).

## Població estimada i distribució
| Continent / Estat              | Població de l'estat | Afrodescendents                                                      | població negra/mixta-negra |
| Carib                          | 39,148,115          | 73.2%                                                                | 22,715,518                 |
| ------------------------------ | ------------------- | -------------------------------------------------------------------- | -------------------------- |
| Haití                          | 8,924,553           | 97.5%                                                                | 8,701,439                  |
| República Dominicana           | 9,507,133           | 84.00%                                                               | 7,985,991                  |
| Cuba                           | 11,423,925          | 10%                                                                  | 1,126,894                  |
| Jamaica                        | 2,804,332           | 97.4%                                                                | 2,731,419                  |
| Trinitat i Tobago              | 1,047,366           | 58.00%                                                               | 607,472                    |
| Puerto Rico                    | 3,958,128           | 8.00%                                                                | 316,650*                   |
| Bahames                        | 307,451             | 85.00%                                                               | 209,000                    |
| Barbados                       | 281,968             | 90.00%                                                               | 253,771                    |
| Antilles Neerlandeses          | 225,369             | 85.00%                                                               | 191,564                    |
| Saint Lucia                    | 172,884             | 82.5%                                                                | 142,629                    |
| Saint Vincent i les Grenadines | 118,432             | 85.00%                                                               | 100,667                    |
| Illes Verges                   | 108,210             | 79.70%                                                               | 86,243                     |
| Grenada                        | 90,343              | 95.00%                                                               | 81,309                     |
| Antigua i Barbuda              | 78,000              | 94,90%                                                               | 63,000                     |
| Bermudes                       | 66,536              | 61.20%                                                               | 40,720                     |
| Saint Kitts i Nevis            | 39,619              | 98.00%                                                               | 38,827                     |
| Illes Caiman                   | 47,862              | 60.00%                                                               | 28,717                     |
| Illes Verges Britàniques       | 24,004              | 83.00%                                                               | 19,923                     |
| Illes Turks i Caicos           | 26,000              | 34,00%                                                               | 18,000                     |
| Europa                         | 590,856,462.00      | 2.4%                                                                 | 8,017,583                  |
| França                         | 62,752,136          | 5% (inclou els territoris francesos d'ultramar i la Guiana Francesa) | 3,000,000                  |
| Regne Unit                     | 60,609,153          | 3,0% (inclou mixtes)                                                 | 2,015,400                  |
| Itàlia                         | 60,448,163          | 0.5%                                                                 | 300,000                    |
| Espanya                        | 40,397,842          | 1.3%                                                                 | 505,400                    |
| Alemanya                       | 82,000,000          | 0,6%                                                                 | 500,000                    |
| Rússia                         | 141,594,000         | 0,12%                                                                | 400,000                    |
| Països Baixos                  | 16,491,461          | 1.8%                                                                 | 300,000                    |
| Portugal                       | 10,605,870          | 2.0%                                                                 | 201,200                    |
| República d'Irlanda            | 4,339,000           | 1,1%                                                                 | 43,000                     |
| Polònia                        | 38,082,000          | 0.002                                                                | 4,500                      |
| Àsia                           | ?                   | ?%                                                                   | ?                          |
| Israel                         | 7,282,000           | .07%                                                                 | 127,000                    |
| Japó                           | 127,756,815         | ?%                                                                   | 10,000 -                   |
| Índia                          | 1,132,446,000       | .003%                                                                | 30,000                     |
| Amèrica del Sud/Centreamèrica  | 425,664,476         | 23.9%                                                                | 101,532,873                |
| Belize                         | 301,270             | 31.00%                                                               | 93,394                     |
| Guatemala                      | 13,002,206          | 2.00%                                                                | 260,044                    |
| El Salvador                    | 7,066,403           | < 0.01%                                                              | 0*                         |
| Hondures                       | 7,639,327           | 2.00%                                                                | 152,787                    |
| Nicaragua                      | 5,785,846           | 9.00%                                                                | 520,726                    |
| Costa Rica                     | 4,195,914           | 3.00%                                                                | 125,877                    |
| Panamà                         | 3,292,693           | 14.00%                                                               | 460,977                    |
| Colòmbia                       | 45,013,674          | 21.00%                                                               | 9,452,872                  |
| Veneçuela                      | 26,414,815          | Between 10-26.5%                                                     | 2,641,481 - 6,999,926*     |
| Guyana                         | 770,794             | 36.00%                                                               | 277,486                    |
| Surinam                        | 475,996             | 47.00%                                                               | 223,718                    |
| Guaiana Francesa               | 199,509             | 66.00%                                                               | 131,676                    |
| Brasil                         | 191,908,598         | 27%                                                                  | 55,900,143                 |
| Equador                        | 13,927,650          | 10%                                                                  | 1,417,830-2,000,000        |
| Perú                           | 29,180,899          | 3.00%                                                                | 875,427                    |
| Bolívia                        | 9,247,816           | 1.1%                                                                 | 108,000                    |
| Xile                           | 16,454,143          | < 0.1%                                                               | 0*                         |
| Paraguai                       | 6,831,306           | < 0.1%                                                               | 0*                         |
| Argentina                      | 40,677,348          | < 0.1%                                                               | 0*                         |
| Uruguai                        | 3,477,778           | 4.00%                                                                | 139,111                    |
| Amèrica del Nord               | 440,244,038         | 11.8%                                                                | 39,264,514                 |
| Estats Units                   | 298,444,215         | 12.90%                                                               | 38,499,304                 |
| Canadà                         | 33,098,932          | 2.7%                                                                 | 783,795                    |
| Mèxic                          | 108,700,891         | <1.00%                                                               | 103,000                    |
| Oceania                        |                     |                                                                      |                            |
| Austràlia                      | 21,000,000          | 0,9% (includes partial)                                              | 248,605                    |
| Àfrica subsahariana            | 770,300,000         | 99%                                                                  | 767,000,000                |
| Fóra d'Àfrica                  | 5,821,000,000       | 2.9%                                                                 | 168,879,165                |
| Total                          | 6,581,000,000       | 14.2%                                                                | 936,384,565                |

(*)Cal tenir en compte que les dades són d'estadístiques diferents de diferents països i recursos, que utilitzen mètodes divergents per a classificar segons la raça, etnicitat o origen. El color i les característiques visuals són considerats com una manera invàlida per a determinar cap branca genètica "racial" en l'antropologia.

## Les 12 poblacions de la diàspora africana més importants
| Estat                | Població              | Posició |
| -------------------- | --------------------- | ------- |
| Brasil               | 55,900,143            | 1       |
| Estats Units         | 43,499,304            | 2       |
| Colòmbia             | 9,452,872             | 3       |
| Haití                | 8,701,439             | 4       |
| República Dominicana | 7,985,991             | 5       |
| França               | 3,000,000             | 6       |
| Jamaica              | 2,731,419             | 7       |
| Veneçuela            | 2,641,481 - 6,999,926 | 8       |
| Regne Unit           | 2,080,000             | 9       |
| Cuba                 | 1,126,894-7,900,000   | 10      |
| Ecuador              | 1,080,000-2,000,000   | 11      |
| Trinitat i Tobago    | 610,000               | 12      |

## Continent Americà
- Afroamericans estatunidencs - Hi ha aproximadament 40 milions d'africans de la diàspora als Estats Units. Alguna font diu que aproximadament un 30% de la població americana té ancestres africans.
- Afrollatinoamericans - S'estima una població de 100 milions d'africans de la diàspora actualment a Amèrica Llatina. Aquests són el 45% de la població de Brasil.[35] També hi ha poblacions d'afroamericans importants a Cuba, Haití, Colòmbia, la República Dominicana Veneçuela I Equador.
- Al Carib, hi ha aproximadament uns 23 milions d'africans de la diàspora. Hi ha poblacions significativa d'afroamericans a Haití (8 milions), la República Dominicana (7,9 milions) i Jamaica (2,7 milions).[36]

### Estats Units
Moltes onades migratòries han portat persones d'ascendència africana a l'Amèrica del Nord. Segons el Centre Shomburg per la recerca sobre la Cultura Negra, les primeres poblacions africanes van arribar a Amèrica del Nord al segle xvi, via Mèxic i el Carib;van arribar a les colònies espanyoles de Florida, Texas i altres zones del sud dels Estats Units. Dels 12 milions de persones que van ser transportats a Amèrica durant el comerç d'esclaus atlàntic, 545.000 van ser duts al territori dels actuals Estats Units; uns altres 1.840.000 van arribar a altres colònies britàniques, sobretot les Índies Occidentals. El 2000, els afroamericans representaven un 12,1% del total de la població dels Estats Units, el que els convertia en la minoria racial més important. La principal concentració d'afroamericans es troba al sud dels Estats Units i a les zones urbanes.
En la construcció de la diàspora africana al continent americà, el comerç d'esclaus transatlàntic sol ser considerat com un element definidor. Tot i això, les persones d'ascendència africana han arribat a Amèrica del Nord durant altres onades migratòries, a partir del segle xvi, en moviments migratoris voluntaris.
Als anys seixanta del segle xix, persones de l'Àfrica Subsahariana, sobretot de l'Àfrica Occidental i de les illes del Cap Verd, van començar a arribar voluntàriament buscant treball, sobretot als molls de Massachusetts. Aquesta migració ha continuat fins a les lleis restrictives que es van fer el 1921, que van tancar la porta dels Estats Units als no-Europeus; a aquella època els afroamericans ja eren majoria a la indústria naval a Nova Anglaterra, ja sigui treballant com a navegants, constructors de vaixells, oficials o propietaris.
1,7 milions d'estatunidencs són descendents d'emigrants voluntaris de l'Àfrica Subsahariana. Els immigrants africans representen el 6% del total dels immigrants de l'estat i almenys el 5% de la comunitat afroamericana. Entre el 1990 i el 2000 van arribar-hi el 57%. Els immigrants nascuts a Àfrica són l'1,6% de la població negra dels Estats Units. El grup dels immigrants africans, als Estats Units, representen la població amb uns índex més alts d'educació, fins i tot més que els nascuts a Amèrica. Les comunitats d'immigrants africans més importants dels Estats Units són a Nova York, a Califòrnia, Texas i Maryland. Els estats amb un percentatge més important d'africans en la seva població total són Washington D.C., seguit de Mississipi i Louisiana. Els refugiats polítics en representen una petita minoria.
El cens estatunidenc categoritza la població per raça, tenint en compte l'auto-identificació. El cens no classifica per raó de "multiracial" o "bi-racial", però des del 2000, intenta mostrar l'etnicitat múltiple.

### Canadà
Els afrocanadencs també estan al Canadà des de fa molts anys. La majoria dels afroamericans que van anar a viure al Canadà eren soldats que havien ajudat a l'exèrcit britànic a la Guerra d'Independència dels Estats Units o afroamericans que fugien de les dures condicions de vida als Estats Units. Sobretot van anar a Nova Escòcia o al sud-est d'Ontario. El 1793 es va prohibir l'esclavitud a l'Amèrica del Nord britànica. Més tard, la immigració afroamericana va arribar sobretot del Carib. Els caribenys representen el 70% dels negres del Canadà.
Com a resultat de la preeminència de la immigració caribenya, el terme "afrocanadenc" s'utilitza més per a referir-se als canadencs negres que no pas a la gent que ha arribat directament d'Àfrica. També se'ls anomena canadencs afro-caribenys. En canvi, s'utilitza el terme de canadencs negres per a referir-se al conjunt de les persones amb ascendència africana que provenen dels Estats Units, del Carib o de l'Àfrica.

### Llatinoamèrica
En un nivell intermedi, a Llatinoamèrica i a les zones de plantacions de l'Oceà Índic, els descendents dels esclaus són més difícils de definir, ja que s'han barrejat amb altres grups humans. A alguns llocs hi va haver pocs esclaus (com Argentina o Xile. A altres llocs s'hi va importar a molts esclaus africans (com Brasil o la República Dominicana). En aquests últims països la presència d'afroamericans és més important, tot i que sempre s'han barrejat amb altres grups humans.

## Europa

### Regne Unit
Al Regne Unit, sense incloure els mulats, hi ha 2 milions d'africans o afrocaribenys. Vegeu també: Negres britànics.

### França
S'estima que hi ha entre 2 i 3 milions de persones que descendeixen d'africans a França, però cal tenir en compte que un quart dels afrofrancesos viuen als territoris d'ultramar.

### Itàlia
S'estima que hi ha entre 755,000 i 1,600,000 millions de persones que descendeixen d'africans a Itàlia.

### Països Baixos
Aproximadament, hi ha unes 300.000 persones d'ascendència africana als Països Baixos. La majoria viuen a Surinam (36,5% de la població) i a les Antilles Neerlandeses. També n'hi ha un col·lectiu important al territori europeu de l'estat.

### Rússia
Els primers africans van arribar a Rússia com a resultat del comerç d'esclaus practicat per l'Imperi Otomà. Avui en dia encara es poden trobar comunitats d'afrorussos, sobretot a la costa del mar Negre. L'amic del tsar Pere I de Rússia, Lefort, li va recomanar que portés africans a Rússia perquè treballessin en les feines més dures. Alexander Pushin fou un descendent de l'esclau africà Abram Petrovich Gannibal que va arribar a ser protegit del rei Pere I, va ser educat com enginyer militar a França i va esdevenir general en cap, responsable de la construcció dels forts marítims i dels canals a Rússia.
Durant els anys 30 del segle xx, 15 famílies afroamericanes van viatjar a la Unió Soviètica, amb la categoria d'experts agrícoles. Després de les independències africanes, als anys 60, la Unió Soviètica va oferir a molts africans la possibilitat d'anar a estudiar a Rússia; en uns 40 anys, hi van anar uns 400.000 estudiants africans i molts s'hi van establir.
A més a més, cal tenir en compte que hi ha molts pobles que són referit coloquialment com "els negres" (Chemye), que no són d'origen africà: per exemple els gitanos, georgians i els tàtars.

### Turquia
Els afroturcs van arribar a Turquia, sobretot via Zanzíbar i de llocs com Kenya, Sudan, Ghana i Nigèria. Aquests van ser portats pels comerciants d'esclaus turcs durant l'Imperi Otomà per tal que treballessin a les plantacions de la zona de Dalaman, els valls de Menderes, Gediz, Manavgat i Çukurova.

## Oceans Índic i Pacífic
Alguns panafricanistes també consideren a altres grups humans negroides com pobles de la diàspora africana. Aquests grups inclouen, entre d'altres el "Negritos", indígenes de la Península Malaia, els de Papua Nova-Guinea, Andaman i pobles del subcontinent indi, sobretot els pobles Vedda i els Dravidians i els tamils; de la mateixa manera, també als aborígens de Melanèsia i Micronèsia.
Aquestes teories no són acceptades per la majoria dels antropòlegs, tot i que l'antropologia considera que tenen traces genètiques d'ancestres africans, ja sigui per migracions directes o indirectes. No es consideren part dels africans de la diàspora, ja que si es fes, també s'hauria de considerar que la totalitat de la població humana de la terra ho són.